# Ann Hall

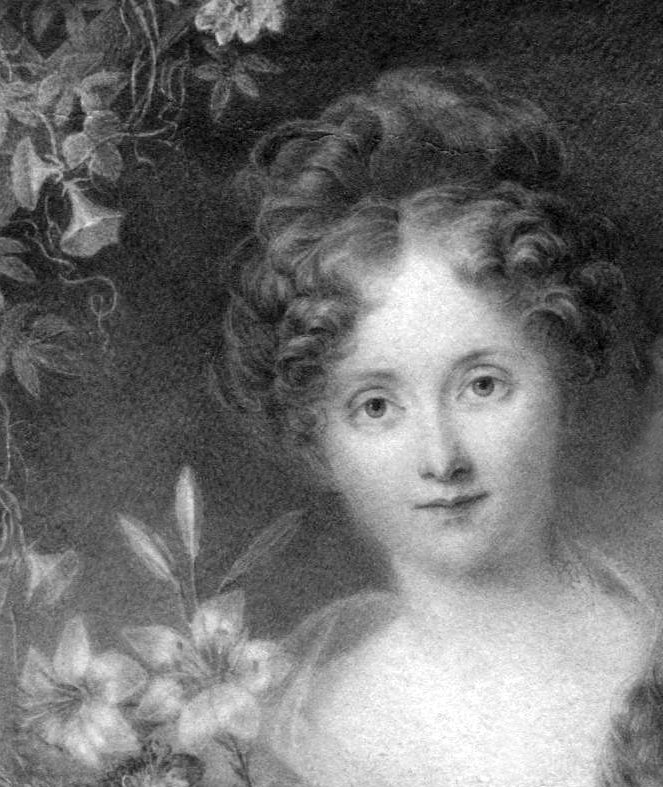
Selbstporträt, Ausschnitt aus Ann Hall, Her Sister Eliza Hall Ward, and Her Nephew Henry Hall Ward, 1828

Ann (or Anne) Hall (* 26. Mai 1792 in Pomfret, Connecticut; † 11. Dezember 1863 in New York City) war eine US-amerikanische Miniaturmalerin. Sie gilt als die erfolgreichste Miniaturmalerin im New York des frühen 19. Jahrhunderts und ist bekannt für ihre einnehmenden Porträts, insbesondere von Kindern und jungen Bräuten. Obwohl viele ihrer Kompositionen auf ein modernes Publikum sentimental wirken, zeugen die hohen Preise, die für ihre Miniaturen gezahlt wurden (oft 500 Dollar pro Auftrag), und ihre Wahl in die National Academy of Design, von ihrer Popularität zu Lebzeiten und der Bedeutung ihrer Karriere. Ihr wird zugeschrieben, dass sie eine Renaissance der Technik der Miniaturmalerei auf Elfenbein in den Vereinigten Staaten einleitete.

## Leben
Hall wurde als sechstes von elf überlebenden Kindern von Jonathan (oder John) Hall, einem Arzt, und seiner Frau Bathsheba Hall (geborene Mumford) geboren.  Ihr beachtliches künstlerisches Talent wurde von ihrer Familie gefördert, und schon in jungen Jahren experimentierte sie mit verschiedenen Techniken, wie dem Schneiden von Scherenschnitten, dem Modellieren von Figuren in Wachs und der Ausführung von Blumenbildern und Stillleben in Aquarell und Bleistift. In Newport, Rhode Island lernte sie bei Samuel King, einem der Lehrer von Gilbert Stuart, das Skizzieren und Malen in Öl und das Anfertigen von Miniaturen in Aquarell auf Elfenbein.
Um 1808 reiste Hall nach New York City, um bei Alexander Robertson Ölmalerei zu studieren. Während ihres Aufenthalts in seinem Atelier sah sie sich die Ausstellung von Gemälden alter Meister aus der Sammlung von John Trumbull, Maler und Privatsekretär von John Jay, an, die Trumbull während seiner Tätigkeit in London und Paris zusammengetragen hatte. Hall studierte auch die alten Meister in der Sammlung ihres Bruders Charles Henry Hall, einem Geschäftsmann, der häufig nach Europa reiste und im Ausland eine Reihe von Aquarellen, Porträtminiaturen und Ölgemälden erwarb, darunter eine Reihe von Kopien nach Originalkompositionen italienischer Meister wie Tintoretto und Guido Reni. Wie Charlotte Streifer Rubinstein feststellte, resultierte das, was von Kritikern als „leuchtende «altmeisterliche» Farbe“ ihrer Miniaturen beschrieben wurde, aus ihrem intensiven Studium der Kunst der frühen Moderne.  Ihr Interesse an der altmeisterlichen Malerei inspirierte sie auch dazu, komplexe mehrfigurige Kompositionselemente, die aus europäischen religiösen Gemälden stammten, auf Gruppenporträts zu übertragen; wie einer ihrer frühen Biographen feststellte, glichen ihre Kinderporträts „eleganten und gut arrangierten Blumensträußen“.
Ab 1817 nahm Hall an Ausstellungen der American Academy of the Fine Arts teil. Die meisten ihrer frühen Werke waren Miniaturen, die Familienmitglieder darstellten, wie das Gruppenporträt mit ihr selbst, ihrer Schwester und ihrem Neffen von 1828, das sich heute in der Sammlung der The New York Historical befindet. In der Mitte der 1820er Jahre zog sie nach New York City. Sie lebte mit ihrer Schwester Eliza Hall Ward, selbst eine Malerin, und Elizas Ehemann Henry Ward in deren Haus in der Bond Street 23, obwohl Hall häufig nach Boston reiste. Elizas Wards Haus war ein kulturelles Zentrum und Treffpunkt des Hone Club. Viele der New Yorker Prominenten der 1820er bis 1840er Jahre, die das Ehepaar Ward besuchten, posierten für Ann und erweiterten so den Kreis ihrer Gönner und Unterstützer.
Hall wurde 1828 als assoziiertes Mitglied in die neu gegründete National Academy of Design aufgenommen, und fünf Jahre später wurde sie einstimmig zur Vollmitgliedschaft gewählt – die erste Frau, der diese Ehre zuteilwurde, und die einzige Frau, die vor 1900 in die Akademie aufgenommen wurde.  Sie wurde jedoch nicht ermutigt, eine aktive Rolle in der Leitung der Institution zu übernehmen, und erschien nie zu den Sitzungen der Akademie, außer bei einer einzigen Gelegenheit, als ihre Anwesenheit zur Erfüllung eines Quorums verlangt wurde.  Dennoch nahm sie bis 1852 an den jährlichen Ausstellungen der Institution teil, und ein populärer Stich von Edward Gallaudet wurde nach Halls Miniatur von Garafilia Mohalbi angefertigt. Mohalbi war im Alter von sieben Jahren während des griechischen Unabhängigkeitskriegs von den Türken gefangen genommen worden und wurde von einem amerikanischen Kaufmann freigekauft, der sie 1827 nach Boston brachte, wo sie bei seiner Familie aufwuchs.
Sie hatte ein Atelier im obersten Stockwerk des Hauses ihrer Schwester und fertigte vor allem Porträts von Frauen und Kindern an. Ihre Kunden waren wohlhabende New Yorker Bürger, die ihr bis zu 500 Dollar pro Auftrag zahlten. Ihre Werke wurden von Kritikern ihrer Zeit gelobt, darunter der Schriftsteller und Historiker William Dunlap:

„Her later portraits in miniature are of the first order, I have seen groups of children composed with the taste and skill of a master, and the delicacy which the female character can infuse into works of beauty beyond the reach of man.“

Hall heiratete nie und starb im Alter von einundsiebzig Jahren im Haus ihrer Schwester, das zu Lebzeiten von Elizas Sohn als Henry Hall Ward Mansion bekannt war. Sie wurde auf dem Green-Wood Cemetery in Brooklyn beigesetzt. Man schätzt, dass Hall ihren Erben ein Vermögen von 100.000 Dollar hinterließ, das sie ausschließlich durch Auftragsarbeiten erwirtschaftete. Obwohl überlieferte Briefe darauf hindeuten, dass sich mehrere Amateur-Miniaturisten um ein Studium in ihrem Atelier bewarben, sind keine Studenten verzeichnet. Das Interesse an ihrem Werk wurde wieder geweckt, als das Henry Hall Ward Mansion im Dezember 1904 versteigert wurde und mehrere ihrer Miniaturen auf dem Dachboden des Hauses entdeckt wurden.

## Galerie

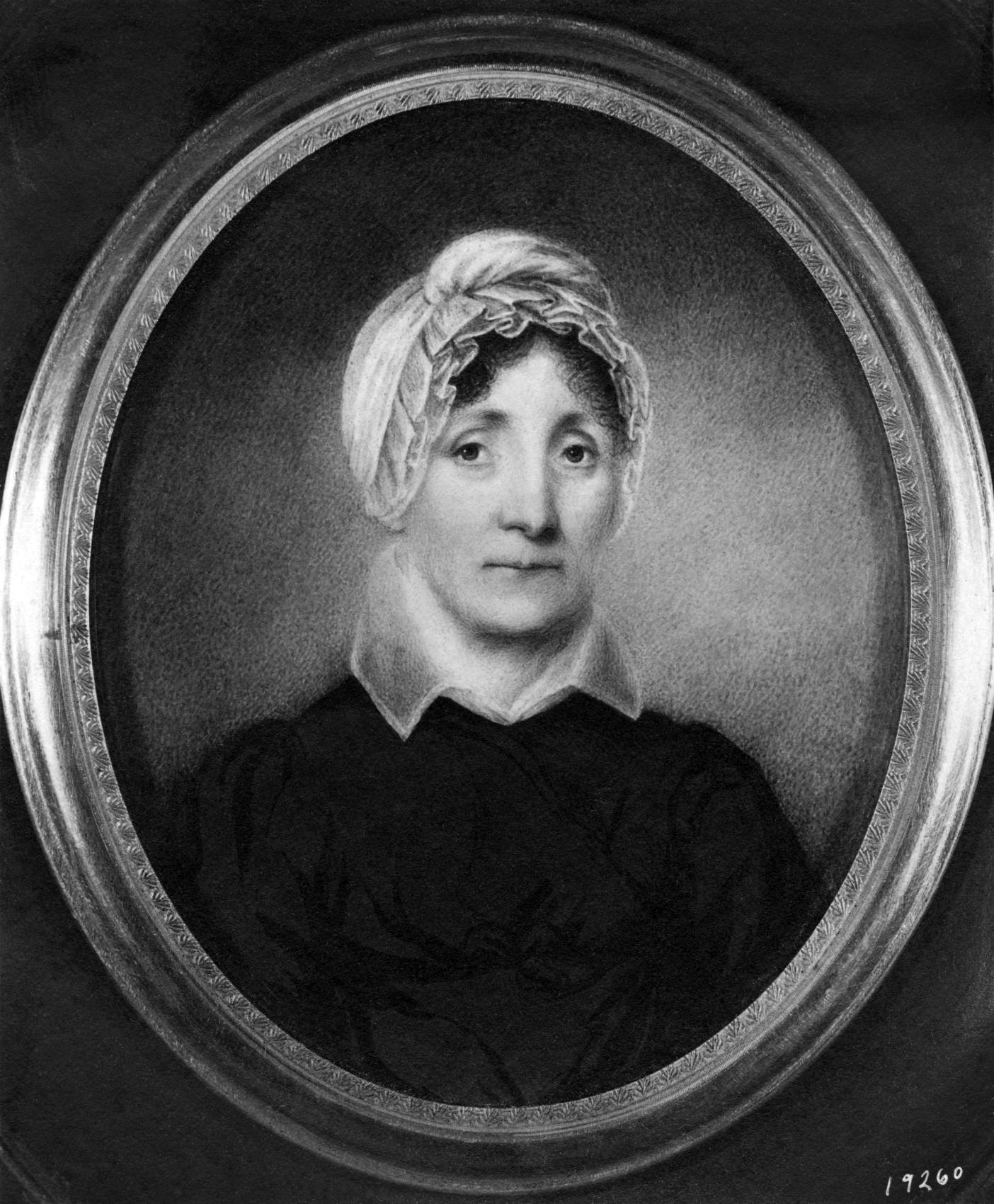
Mrs. Jonathan Hall (Bathsheba Mumford), Ann Halls Mutter, 1838. Elfenbeinminiatur, 8,9 × 7,5 cm. Privatsammlung, Hillsborough, CA
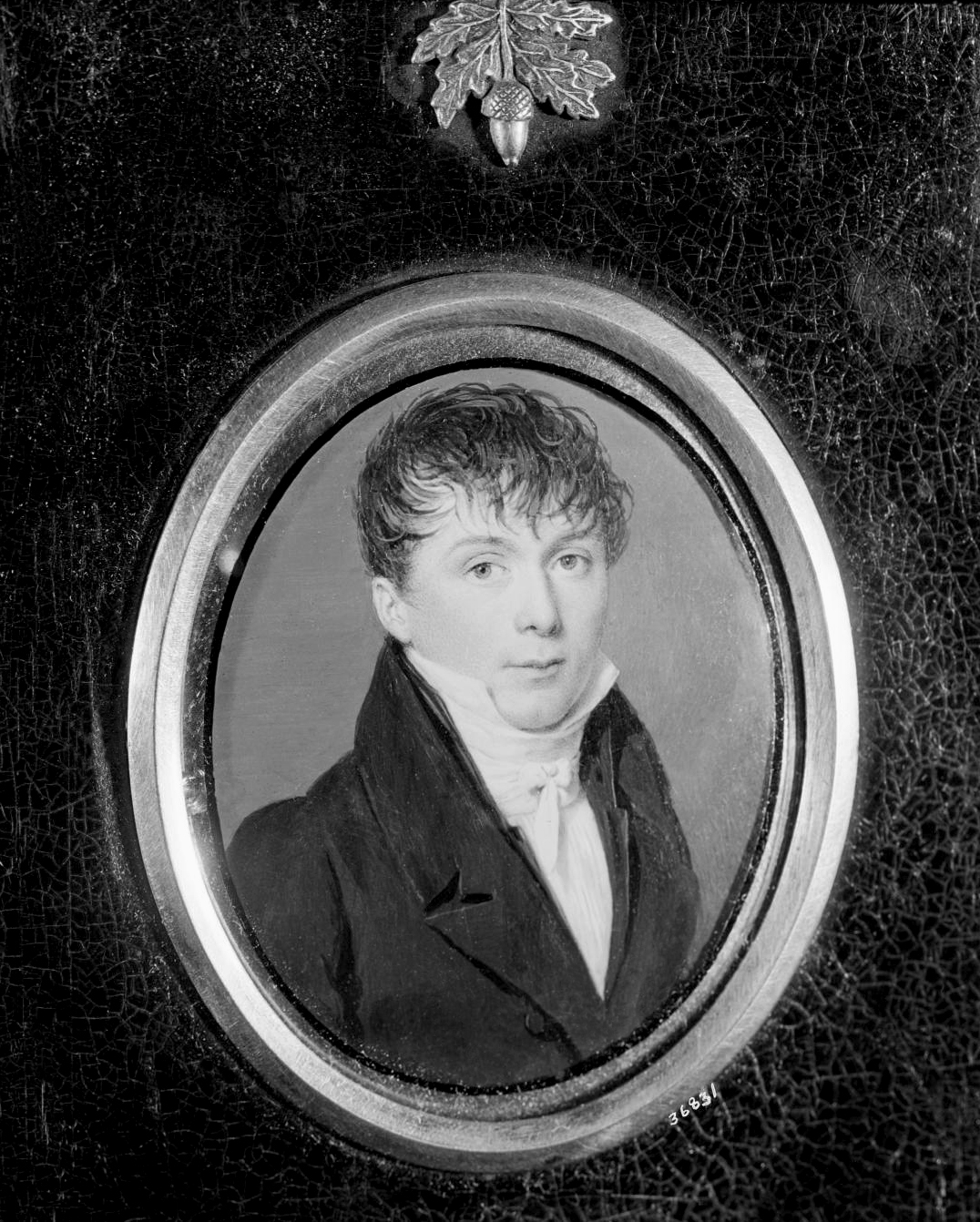
Charles Henry Hall, Ann Halls Bruder, undatiert. Elfenbeinminiatur, 6,7 × 5,4 cm.
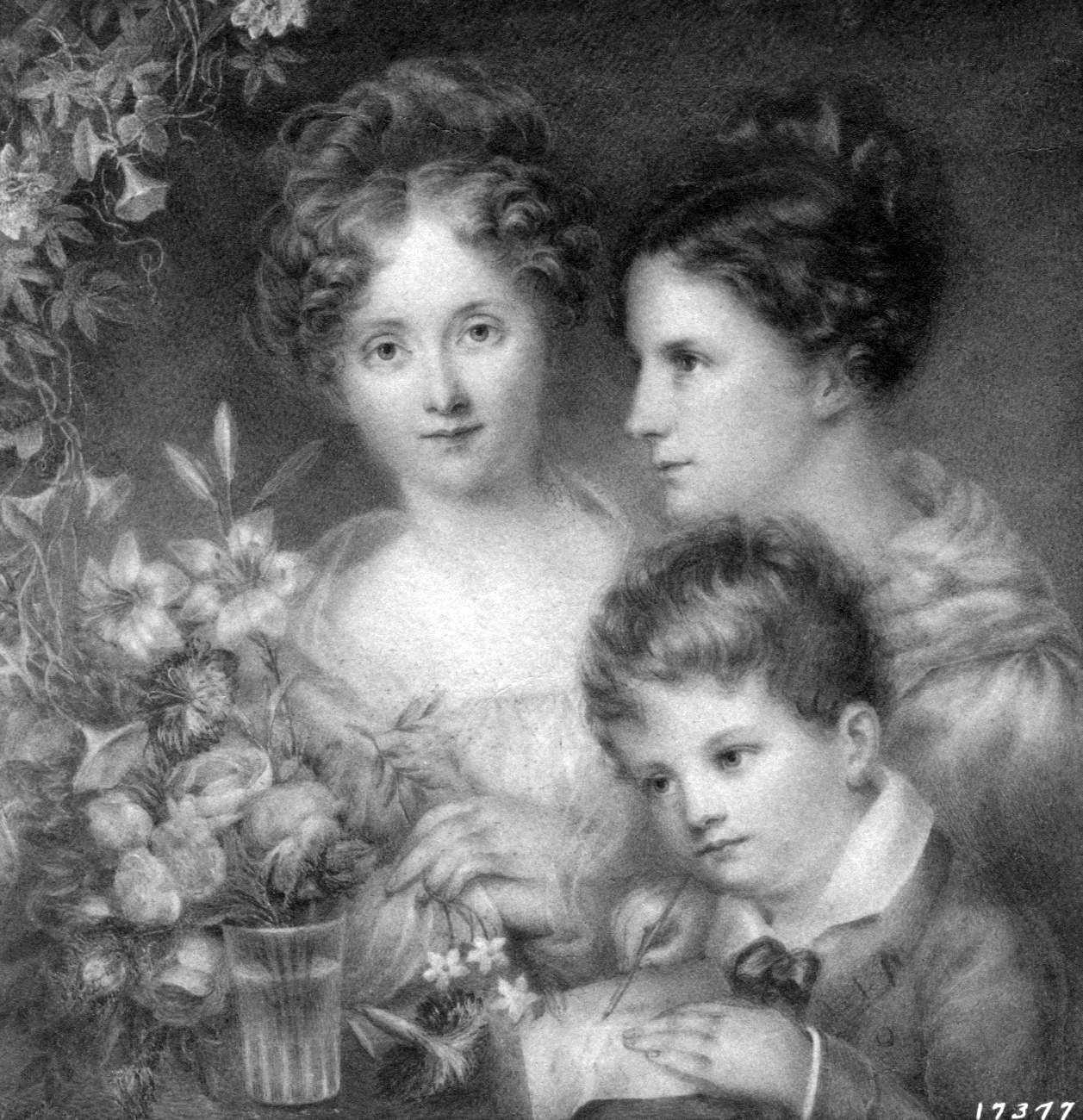
Ann Hall, die Schwester Eliza Hall Ward und der Neffe Henry Hall Ward, 1828. Elfenbeinminiatur, 10,8 × 10,8 cm. The New York Historical, New York City
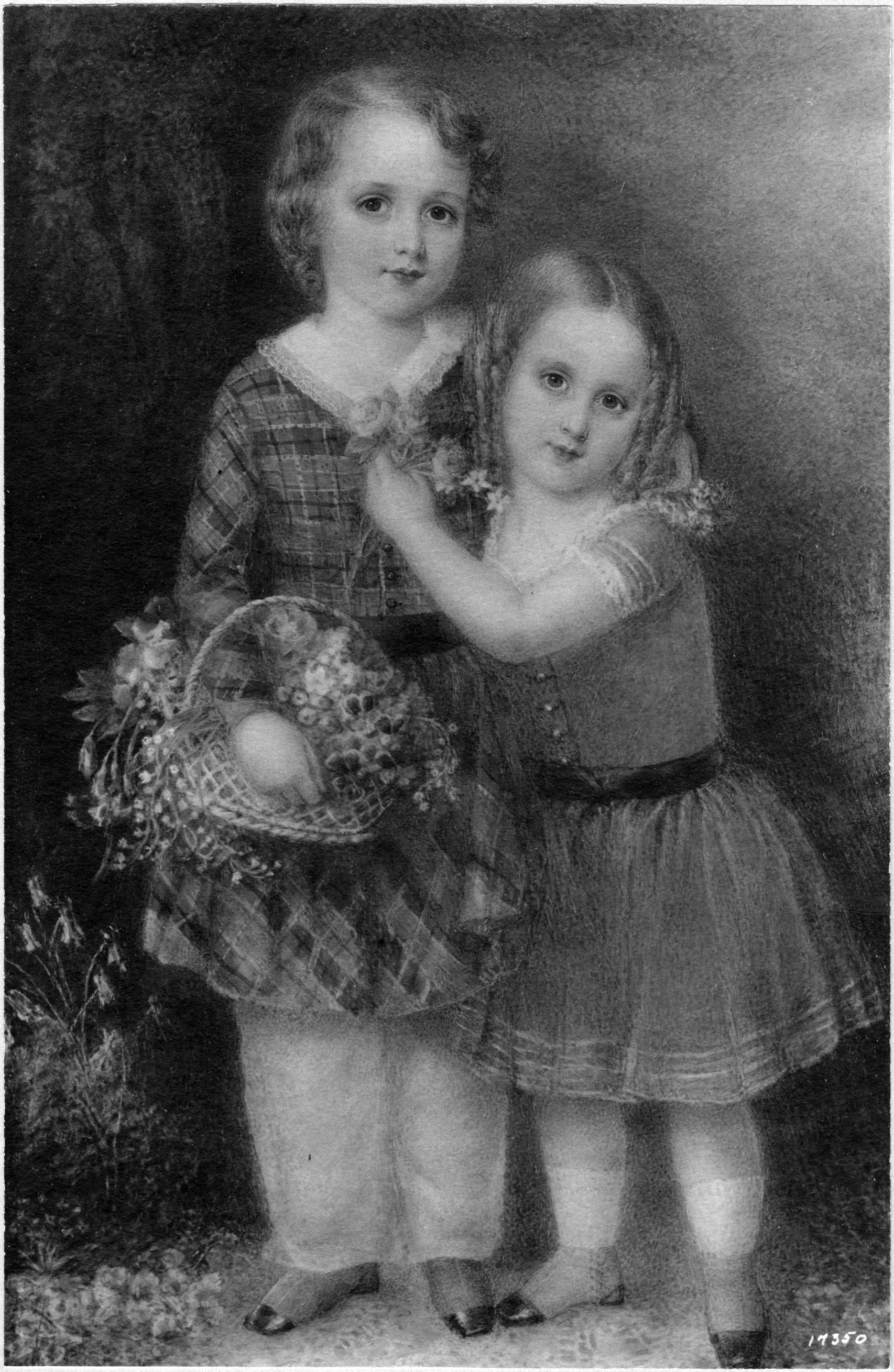
John und Prescott Ward, 1848. Miniatur, 18,4 × 12,7 cm. Privatsammlung, Hillsborough, CA
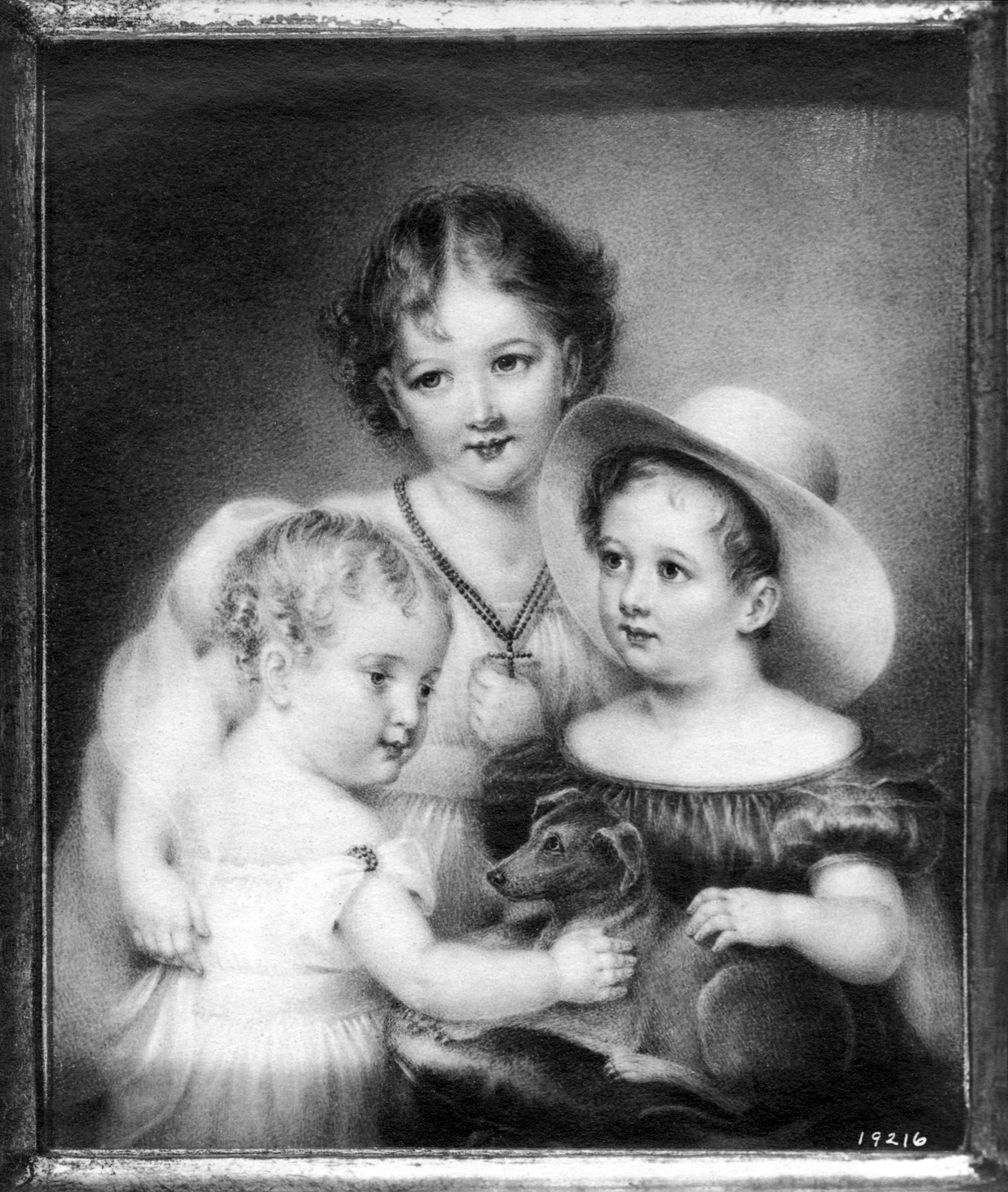
Cornelia, Edward und Nathaniel Prime, undatiert. Elfenbeinminiatur 11,7 × 9,8 cm. Privatsammlung, New York City
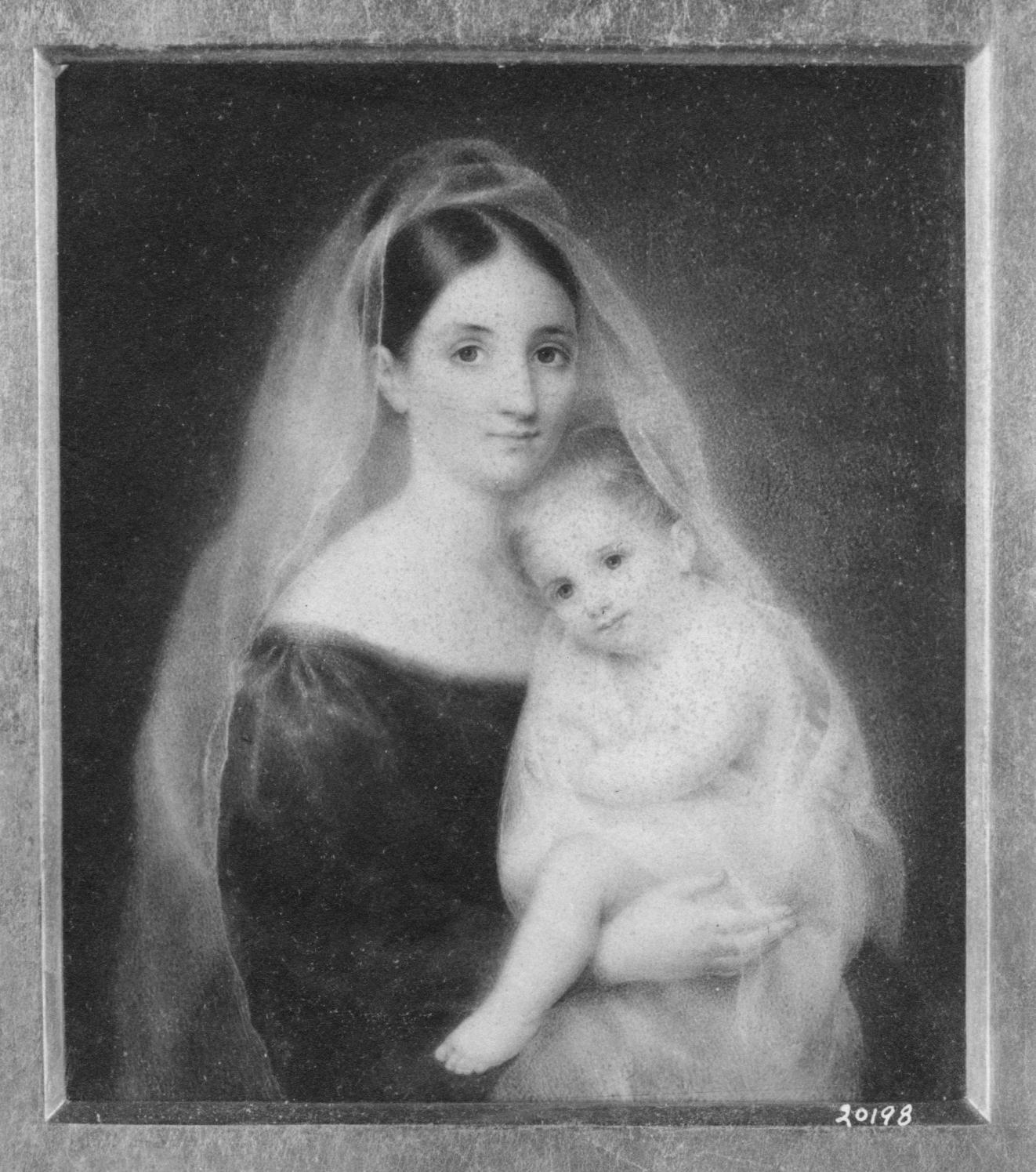
Laura Prime (Mrs. John Clarkson Jay) und ihre Tochter, Laura (Mrs. Charles Pemberton Wurts), undatiert. Elfenbeinminiatur, 10,8 × 10,2 cm. Privatsammlung, Englewood, NJ

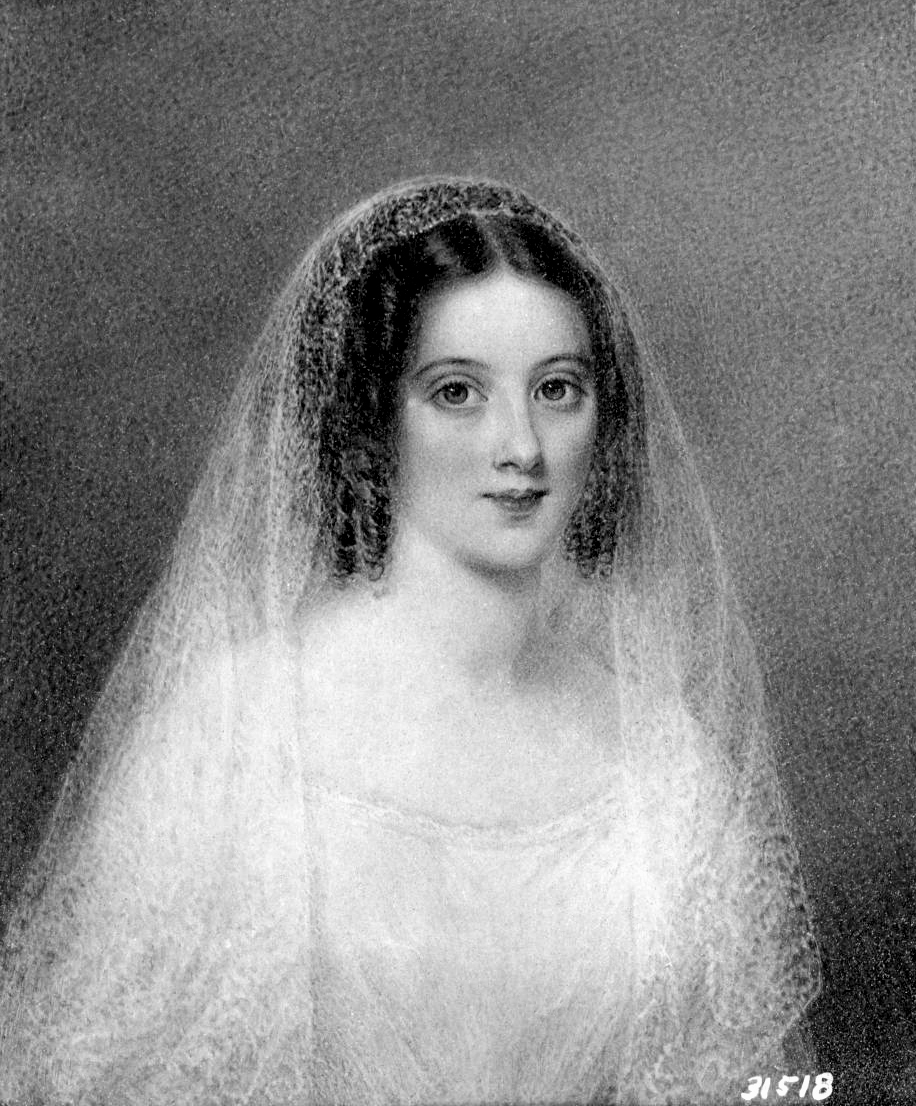
Frances Ann Clarkson Goodhue (Mrs. Robert Livingston), 1834. Elfenbeinminiatur, 9,5 × 7,9 cm. New York Society Library, New York City
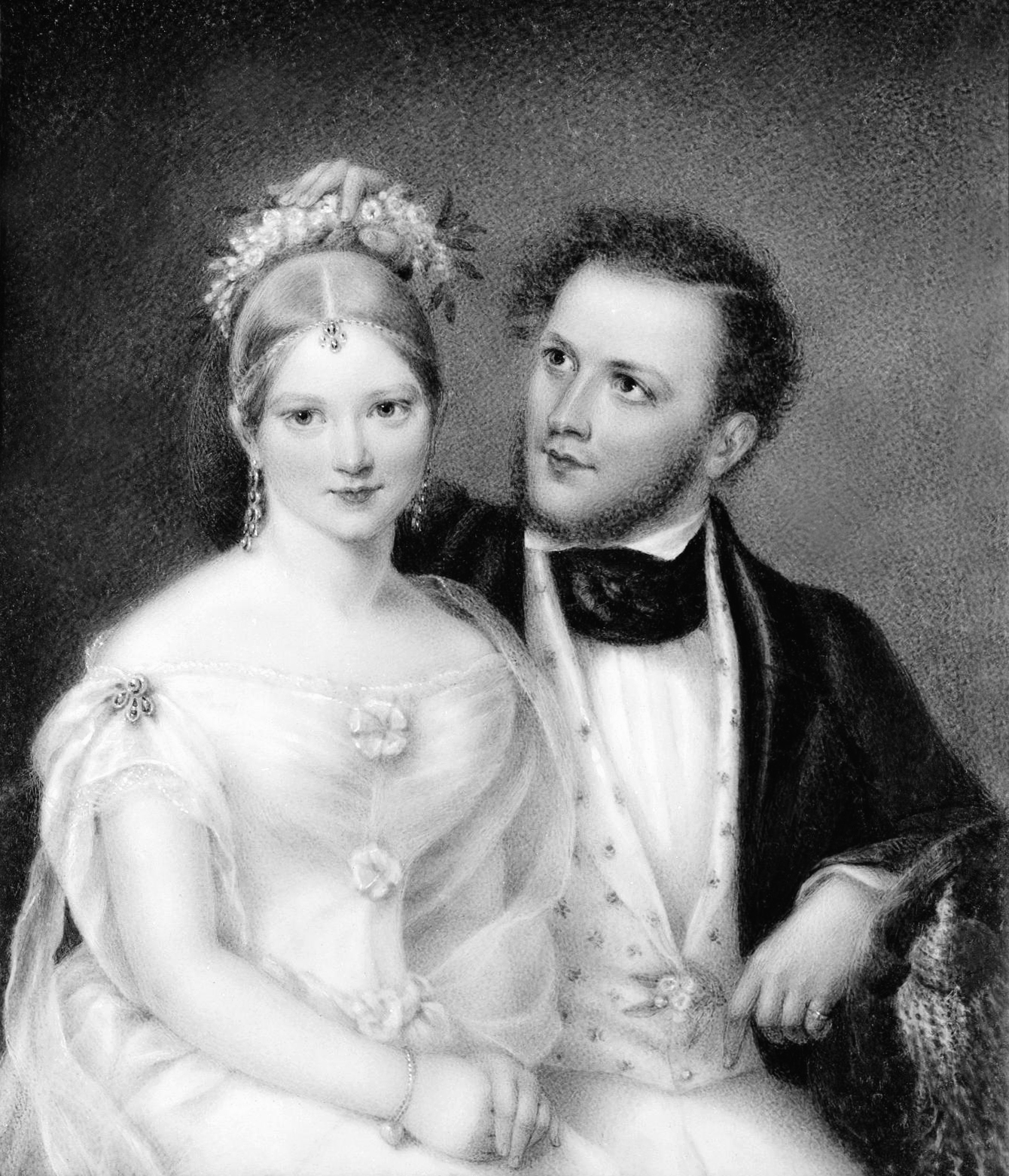
Mr. and Mrs. Samuel Ward (Emily Astor), 1837. Elfenbeinminiatur, 14,0 × 11,4 cm. Privatsammlung, Barrytown, NY
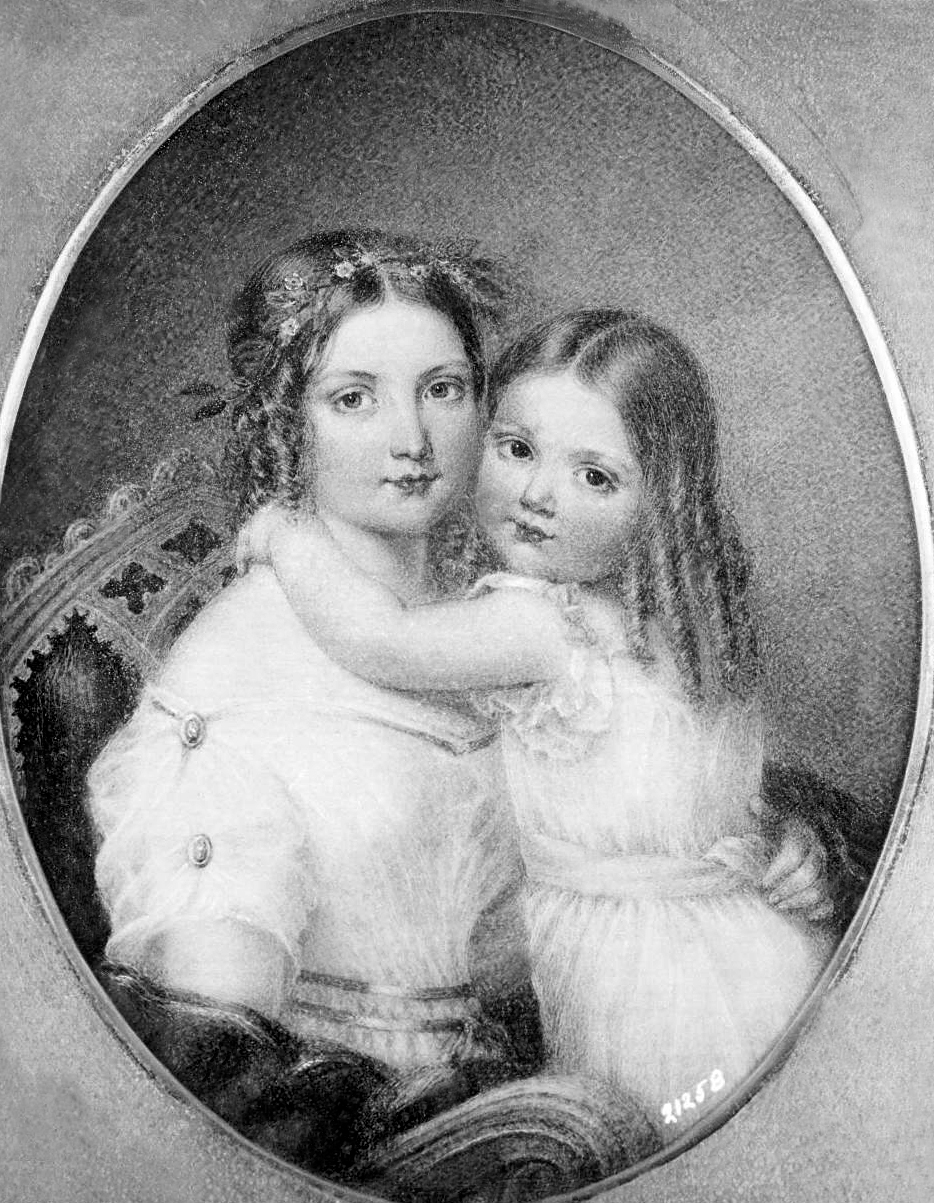
Mrs. John Barber James (Mary Helen Vanderburgh) und ihre Tochter Mary Helen James (Mrs. Charles Alfred Grymes), undatiert. Elfenbeinminiatur, 9,5 × 9,2 cm. Privatsammlung, Washington, D.C.
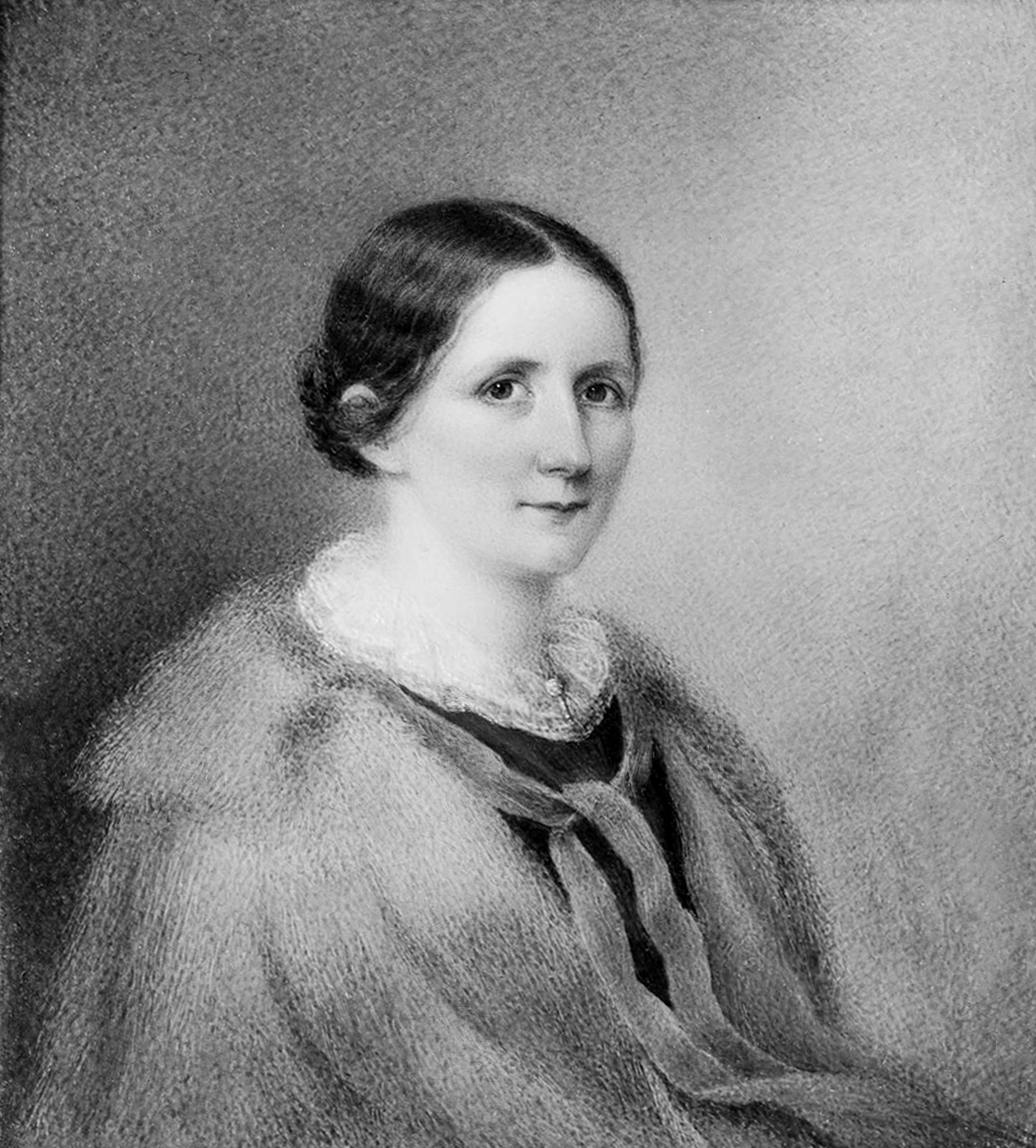
Ann Halls Schwester Eliza Hall Ward, undatiert. Elfenbeinminiatur, 10,8 × 9,5 cm.
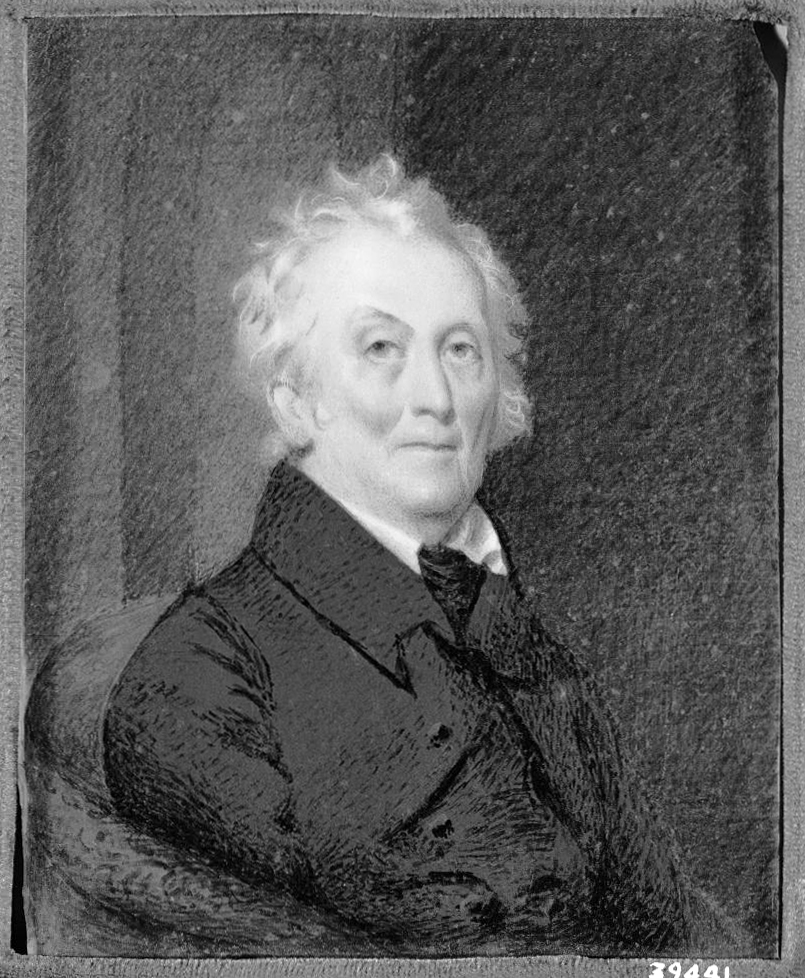
John Trumbull, 1840. Elfenbeinminiatur, 7,9 × 6,4 cm. Privatsammlung, Darien, CT
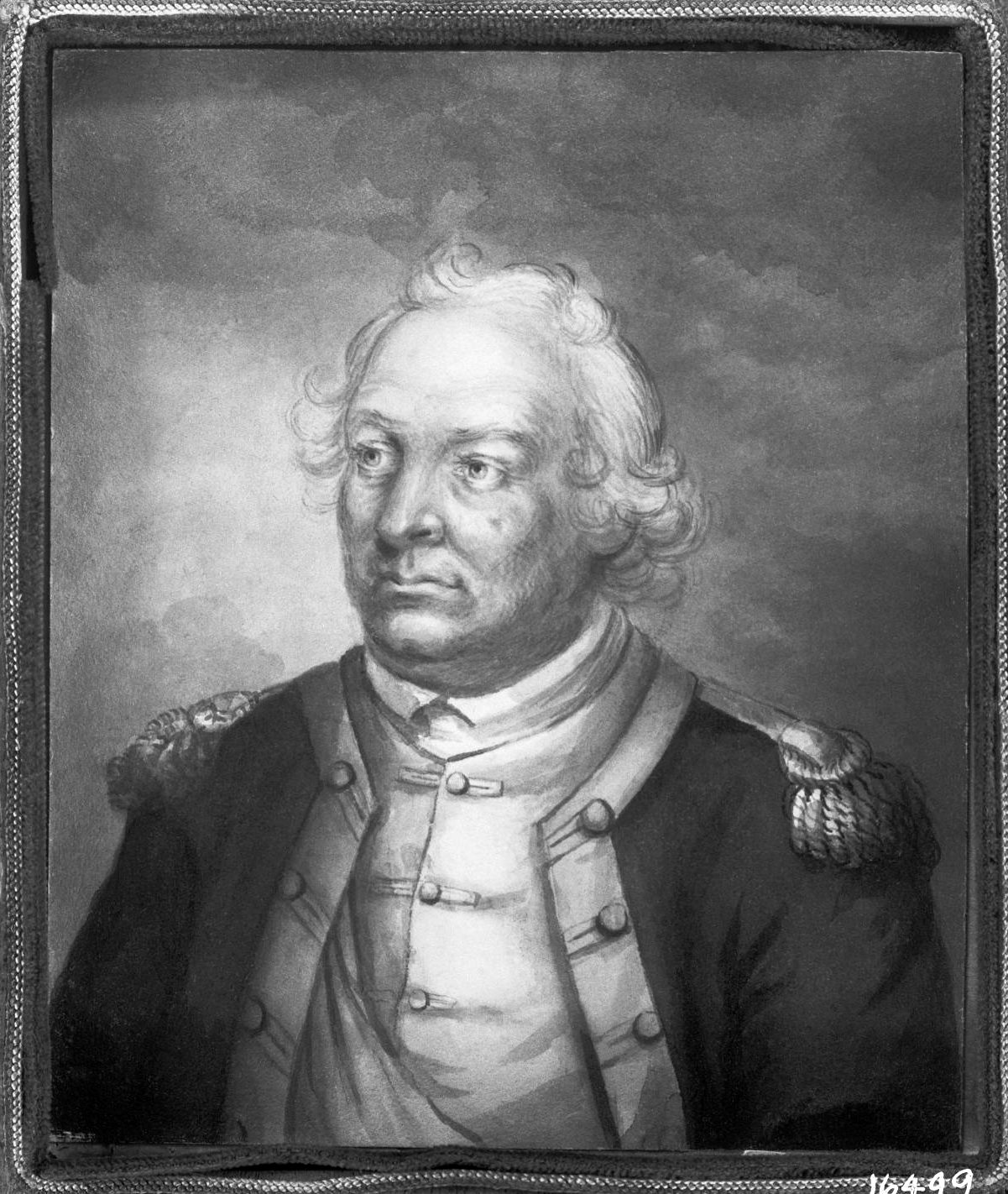
General Israel Putnam (Kopie nach einem Gemälde von John Trumbull), undatiert. Aquarell und Sepia-Lavierung auf Pergament, 4½ × 3½ in.